# Svartingedal
Svartingedal är en dal i Danmark. Den ligger i Region Hovedstaden, i den östra delen av landet. Svartingedal ligger på ön Bornholm. I dalen flyttar floden Bagge Å. Längs dalen förekommer en galleriskog och utanför jordbruksmark.